# Smålands Bank
AB Smålands Bank var en svensk privatbank. Den grundades 1837 som Smålands Privatbank med säte i Jönköping. Den ändrade namn 1847 till Smålands Enskilda Bank och blev aktiebolag 1863. 
Från slutet av 1800-talet övertogs Oskarshamns Enskilda Bank (1889), AB Varbergs Bank (1916) och Mellersta Hallands Bankaktiebolag (1916).
I början av 1920-talet hamnade banken, liksom flera andra affärsbanker, i kris och fick 1922 räddas av den då inrättade bankakuten AB Kreditkassan av år 1922 och Stockholms Enskilda Bank med rekonstruktioner 1922 samt 1926. År 1934 rekonstruerades banken som AB Smålands Bank. Den köptes av AB Göteborgs Bank 1972, vilken samtidigt namnändrades till Götabanken. 

## Huvudkontor
Banken hade 1837–1859 huvudkontor i Gamla Stadshuset på Östra Storgatan 40 i Jönköping och 1859–1901 i Stora Hotellet, som banken också ägde. År 1901 flyttade banken in i ett av Gustaf Wickman ritat sexvåningshus i hörnet Östra Storgatan och Smedjegatan vid nuvarande Hoppets torg.